# Guayabal (paroisse civile)
Pour les articles homonymes, voir Guayabal.
Guayabal est l'une des deux paroisses civiles de la municipalité de San Gerónimo de Guayabal dans l'État de Guárico au Venezuela. Sa capitale est Guayabal, chef-lieu de la municipalité.

## Géographie

### Démographie
Hormis sa capitale Guayabal, chef-lieu de la municipalité et lui-même divisée en plusieurs quartiers, la paroisse civile comporte plusieurs localités, dont :
- Agua Verde
- Camachero
  - Camachero Est
  - Camachero Oeste
- Camoruco Españolero
- Caño del Diablo
- Chirel
- Dividival
- El Guárico
  - El Guárico Adentro
- El Ororal
- Guaraquito
- Guasimito
- Guayabal
  - Tejería
  - La Reforma
- La Concepción
- La Esperanza
- La Lopera
- La Tigra
- La Yagua
- San José